# Obergericht Hildesheim
Das Obergericht Hildesheim war ein großes Obergericht im Königreich Hannover. Es hatte seinen Sitz in Hildesheim in Niedersachsen.
Nach der Revolution von 1848 wurde im Königreich Hannover die Rechtsprechung von der Verwaltung getrennt und die Patrimonialgerichtsbarkeit abgeschafft.
Zum 1. Oktober 1852 wurden zwölf Große und vier Kleine Obergerichte als Gerichte zweiter Instanz (vergleichbar mit heutigen Landgerichten), darunter das Obergericht Hildesheim eingerichtet.
Dem Obergericht Hildesheim waren folgende Amtsgerichte nachgeordnet:
- Amtsgericht Alfeld
- Amtsgericht Bockenem
- Amtsgericht Elze
- Amtsgericht Gronau
- Amtsgericht Hildesheim
- Amtsgericht Stadt Hildesheim
- Amtsgericht Lamspringe
- Amtsgericht Peine
- Amtsgericht Ruthe
- Amtsgericht Steinbrück[3]

Mit der Annexion Hannovers durch Preußen 1866 wurde es zunächst zu einem preußischen Obergericht und wurde 1879 in das Landgericht Hildesheim umgewandelt.